# دييغو ليوناردو سيلفا سواريس بيريرا
دييغو ليوناردو سيلفا سواريس بيريرا (بالبرتغالية: Diego Leonardo Silva Soares Pereira‏) (11 نوفمبر 1985 في البرازيل - ) هو لاعب كرة قدم برازيلي في مركز الهجوم. لعب مع نادي فاسكو دا غاما وIL Hødd ‏ وHuracán Buceo ‏.